# Vůz Ds952, 953 ČD
Vozy Ds952, číslované v intervalu 50 54 95-40, a Ds953, číslované v intervalu 50 54 92-40, jsou řadami služebních vozů z vozového parku Českých drah. Všechny vozy Ds952 (000–099) byly vyrobeny v roce 1974 ve vagonce VEB Waggonbau Bautzen. Vozy Ds953 jsou upravené poštovní vozy DsPost z roku 1976 vyrobené taktéž v VEB Waggonbau Bautzen.

## Technické informace
Jsou to neklimatizované služební vozy typu UIC-Y o délce 24 500 mm. Mají podvozky Görlitz V vybavené špalíkovými brzdami. Jejich nejvyšší povolená rychlost je 140 km/h.
Vozy Ds952 mají jeden pár zalamovacích nástupních dveří, Ds953 mají dva páry dveří. Pro obě řady jsou společné dva páry velkých dvoukřídlých posuvných nakládacích dveří vhodných k nakládání zavazadel, jízdních kol apod. Mezivozové přechodové dveře těchto vozů jsou manuálně posuvné do stran. Vozy mají několik polostahovacích oken. Vozy jsou vybaveny průchozí chodbičkou pro cestující, která umožňuje jejich řazení kdekoli v soupravě.
Vozy Ds953 vznikly z řady DsPost odstraněním oddílu pro třídění pošty.
Původní nátěr těchto vozů byl zelený ve stylu Československých státních drah, později bílý a přes okna zelených ve stylu Českých drah. Některé vozy dostaly i nový korporátní nátěr od studia Najbrt.

## Provoz
Vozy jsou nasazovány spíše nepravidelně, a to hlavně v letním období na relacích, kde lze očekávat vyšší počet cestujících s jízdním kolem. V jízdním řádu 2023/24 byly nasazovány na regionální vlaky Plzeň – Klatovy – Železná Ruda-Alžbětín. Dále se objevily také v Jihočeském a Jihomoravském kraji a na vlaku z Bohumína do Hradce Králové ke koncertu Eda Sheerana.